# Bạch Mai, Hà Nội
Bạch Mai là một phường thuộc thành phố Hà Nội, thủ đô của Việt Nam. Phường được hình thành trên cơ sở sáp nhập các phường phường Bạch Mai, Bách Khoa, Quỳnh Mai, một phần diện tích tự nhiên, quy mô dân số của các phường Minh Khai (quận Hai Bà Trưng), Đồng Tâm, Lê Đại Hành, Phương Mai, Trương Định và Thanh Nhàn thuộc quận Hai Bà Trưng cũ của Hà Nội, trong đợt Sáp nhập tỉnh, thành Việt Nam 2025.

## Hành chính
Phường Bạch Mai được thành lập theo Nghị quyết số 1656/NQ-UBTVQH15 của Ủy ban Thường vụ Quốc hội Việt Nam, ban hành ngày 16 tháng 6 năm 2025. Theo đó, sắp xếp các phường Bạch Mai, Bách Khoa, Quỳnh Mai, một phần diện tích tự nhiên, quy mô dân số của các phường Minh Khai, Đồng Tâm, Lê Đại Hành, Phương Mai, Trương Định và phần còn lại của phường Thanh Nhàn (một phần được nhập vào phường Hai Bà Trưng mới), để thành lập phường Bạch Mai. Tất cả các phường này đều thuộc quận Hai Bà Trưng trước đây.
Sau sắp xếp phường có diện tích tự nhiên 2,92 km2, quy mô dân số 91.308 người. Phía Đông tiếp giáp phường Vĩnh Tuy (ranh giới đi dọc theo sông Kim Ngưu), phía Tây tiếp giáp phường Kim Liên (ranh giới đi theo đường Giải Phóng), phía Nam tiếp giáp phường Tương Mai (ranh giới đi theo tuyến phố Đại La và Minh Khai), phía Bắc tiếp giáp phường Hai Bà Trưng (ranh giới đi theo đường đường Đại Cồ Việt và Trần Khát Chân)
- Trụ sở Đảng ủy – UBND phường Bạch Mai: Số 33, đường Đại Cồ Việt, phường Bạch Mai (Địa chỉ cũ: Số 33, đường Đại Cồ Việt, phường Lê Đại Hành, quận Hai Bà Trưng)[2]